# Triboniano

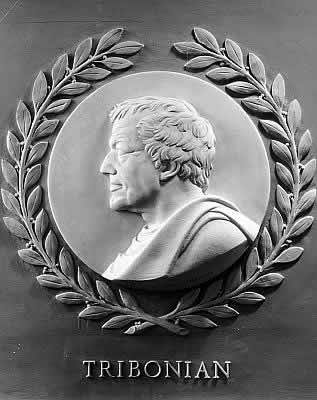
Baixo relevo representando Triboniano

Triboniano (c. 500-547) foi um destacado jurista bizantino. Colaborou com o imperador bizantino Justiniano, trabalhando na organização e recompilação sistemática do Direito Romano vigente em sua época.
Triboniano nasceu em Panfília por volta do ano 500. Tornou-se um advogado de grande êxito em Constantinopla, e foi nomeado pelo Imperador Justiniano em 528 como um dos encarregados de preparar o novo Código do Império, o Código de Justiniano, ou Corpus Iuris Civilis, composto de quatro obras, promulgado no ano de 529.
Em 530 foi nomeado questor e editor chefe dos comentários ao código, que eram muito mais amplos que o próprio código. O Digesto, que continha uma recompilação das opiniões de juristas romanos clássicos, era composto por 50 livros e foi publicado no ano de 533. Quase quando se estava terminando, os participantes na Revolta de Nica do ano de 532 pediram que fosse retirado por motivos que desconhecemos. Foi retirado temporariamente por Justiniano até que a revolta foi aplacada.
Em 533 se promulgou as Institutiones, um manual para estudantes de Direito, e no ano seguinte o Novo Código Justiniano. Posteriormente se ditariam por Justiniano uma série de novas leis para refletir as necessidades daquela época, as Novelas.
A vida de Triboniano é contada nos escritos de Procópio de Cesareia.